# Manoir de Dur-Écu
Le manoir de Dur-Écu est une ancienne demeure fortifiée, du XIVe siècle, reconstruite au XVIe siècle, qui se dresse sur le territoire de l'ancienne commune française d'Urville-Nacqueville dans le département de la Manche, en région Normandie. L'édifice est partiellement inscrit au titre des monuments historiques. Le site est classé.

## Localisation
Le manoir est situé au pied d'une colline boisée qui domine la mer, sur la route côtière de la Hague, à 1,5 kilomètre à l'ouest du bourg d'Urville-Nacqueville, au sein de la commune nouvelle de La Hague, dans le département français de la Manche. Il se situe sur l'ancienne route royale menant de Cherbourg à la Hague, qu'il permettait de contrôler dès le Moyen Âge.

## Historique
Le manoir de Dur-Écu a été reconstruit au XVIe siècle, après la guerre de Cent Ans, sur des bases plus anciennes. Endommagé en 1944, il fut restauré par trois générations de propriétaires. Le fief ou membre de fief de Dur-Écu relevait du fief de Durescu à Gatteville, et ce dernier relevait lui-même de la baronnie d'Olonde.
Jean Heuzé, noble d'ancienneté, était, en 1595, sieur de Gréville, Urville et en possession du manoir de Dur-Écu. À la fin du XVIe et au début du XVIIe siècle, Thomas Lesdos, avocat en la vicomté de Valognes et bailli de la haute justice de l'abbaye du Vœu, partisan du roi Henri IV, se qualifie sieur de Dur-Écu. C'est lui qui œuvra à ce que la ville de Cherbourg, au moment de la Ligue, demeure dans l'obédience royale. Il mourut en 1632.
Louis II de Grimouville s'intitule ensuite seigneur de Dur-Écu, mais célibataire à sa mort en 1685, le manoir fait retour aux Lesdos qui vendent Dur-Écu en 1708 à Jean-Hervé Mangon qui le revend en 1783 à Pierre Lesourd, directeur des aides à Valognes. Ensuite ce sont les Folliot d'Urville qui possèderont Dur-Écu jusqu'à la Révolution.
Inhabité au XVIIIe siècle, le manoir est restauré au XIXe siècle. En 1808, il est la possession de Jean-Louis Le Moigne qui construit trois moulins à eau sur le ruisseau le Caudar qui traverse le domaine ainsi qu'un moulin à vent sur la colline.
Lors de la Seconde Guerre mondiale, début juin 1944, le manoir est ravagé par un incendie à la suite de bombardements visant une station d'écoute allemande installée à proximité. Après-guerre Marie-Hélène René-Bazin avec son fils le restaurera. C'est Jean René-Bazin qui « invente » le donjon, s'inspirant de celui de Vauville, dessinant une tour plus large que la tour initiale où deux personnes ne pouvaient se croiser. Les travaux durèrent 50 ans et il est encore aujourd'hui la propriété de la famille René-Bazin.
Légende
Le nom du manoir viendrait de la saga de Guillaume le Conquérant, qui dans une situation désespérée, trouva protection derrière l'écu d'un certain Robert le Fort. Le nom de Dur-Écu ou Fortescu sera par la suite donné aux familles ou châteaux ayant pour vocation de protéger la Normandie. On retrouve ainsi ce nom dans différents fiefs du Cotentin : Gatteville, Picauville, Pierreville, etc.

## Description
La demeure arbore des éléments défensifs tels que des meurtrières, une guérite ronde à l'angle d'un bastion, une tour couronnée de mâchicoulis sur consoles.
Le manoir qui avait avant tout une vocation fermière possédait trois moulins, un pigeonnier de plus de mille boulins, des bâtiments abritant les bêtes, une charreterie ainsi qu'un grand potager.
Le site de Dur-Écu a été très anciennement occupé. II est à présumer qu'une station romaine y existait déjà, car au début du XIXe siècle on y découvrit une meule romaine et des briques provenant d'un foyer de la même époque. De même, deux colonnes romaines, en remploi, ont servi de soutien à l'entablement de la cheminée monumentale de la cuisine. Cet entablement portait jadis des armoiries qui ont été bûchées à la Révolution.
La haute tour du donjon est flanqué d'une mince tourelle d'escalier se terminant par un toit en poivrière qui domine le dernier étage à l'air libre du donjon couronné à son faîte par une rangée complète de mâchicoulis. L'ensemble pourrait dater du XVIe et avoir été repercé de fenêtres longues au début du XVIIe, à trois niveaux.
Le logis assez étroit s'insère entre deux tours d'angles rondes couverte en poivrière et comporte un rez-de-chaussée surélevé percé de fenêtres à meneaux et un seul étage. L'ensemble a conservé un caractère défensif évident dû à l'époque des guerres de Religion ou, plus vraisemblablement encore, à la crainte d'un retour offensif et toujours possible des Anglais. À l'intérieur, on peut voir dans la grande salle une cheminée monumentale.
Le pigeonnier rond et massif de faible élévation, de 2 000 boulins est décoré de fines lucarnes, probablement de la fin du XVIe. Dans l'acte de vente de 1708, il est fait mention d'un pressoir, d'une charretterie, de granges et d'étables ainsi que d'un enclos de pommiers et de plusieurs pièces de terres de cultures et d'herbages.

## Protection
Les façades et toitures du manoir et du pigeonnier sont inscrites au titre des monuments historiques par arrêté du 30 décembre 1982.

### Site naturel
Le site est classé par arrêté du 19 janvier 1965.

## Visite et hébergement
Le site est ouvert à la visite de juillet à septembre ainsi que lors des Journées du Patrimoine. Les anciens moulins ont été aménagés en gîtes.

## Possesseurs successifs
Liste non exhaustive.
- Jean Heuzé (1565)
- Thomas Lesdos (début XVIIe siècle)
- Louis II de Grimouville (av. 1685)
- Famille Lesdos (1685-1708)
- Jean-Hervé Mangon (1708-1783)
- Pierre Lesourd (1783)
- Folliot d'Urville (jusqu'à la Révolution)
- Jean-Louis Le Moigne (1808)
- Marie-Hélène René-Bazin
- Jean René-Bazin